# Feketenyakú vöcsök

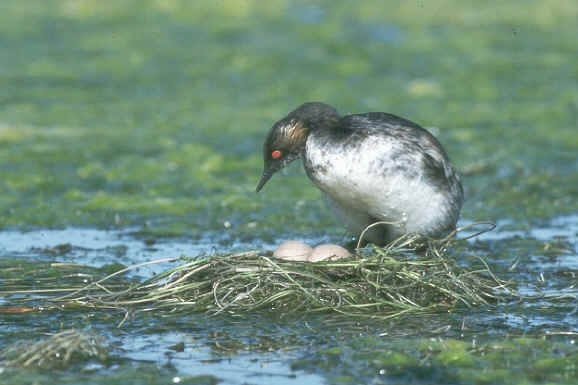
Fészkén ülő madár

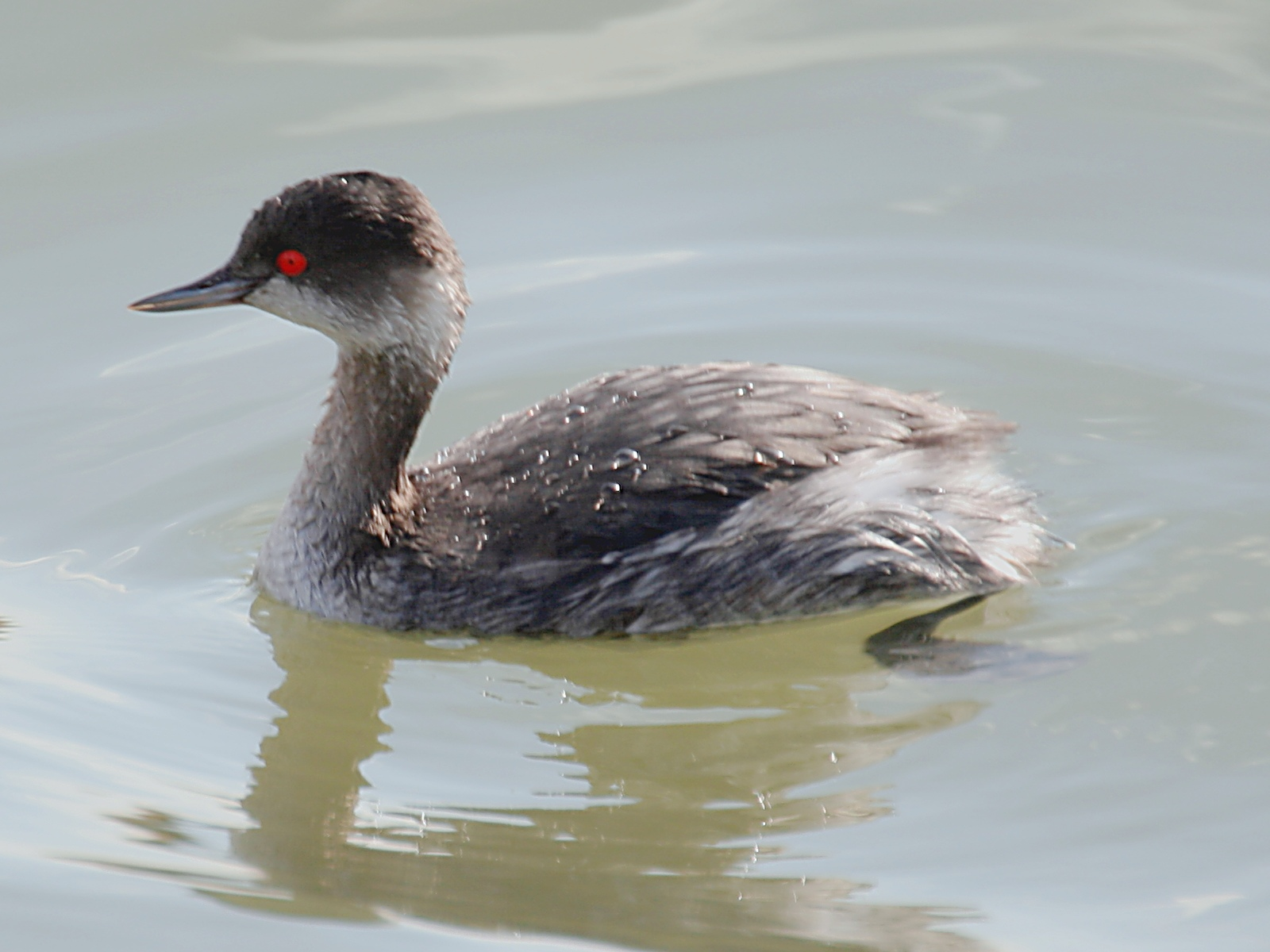
Téli tollruhában

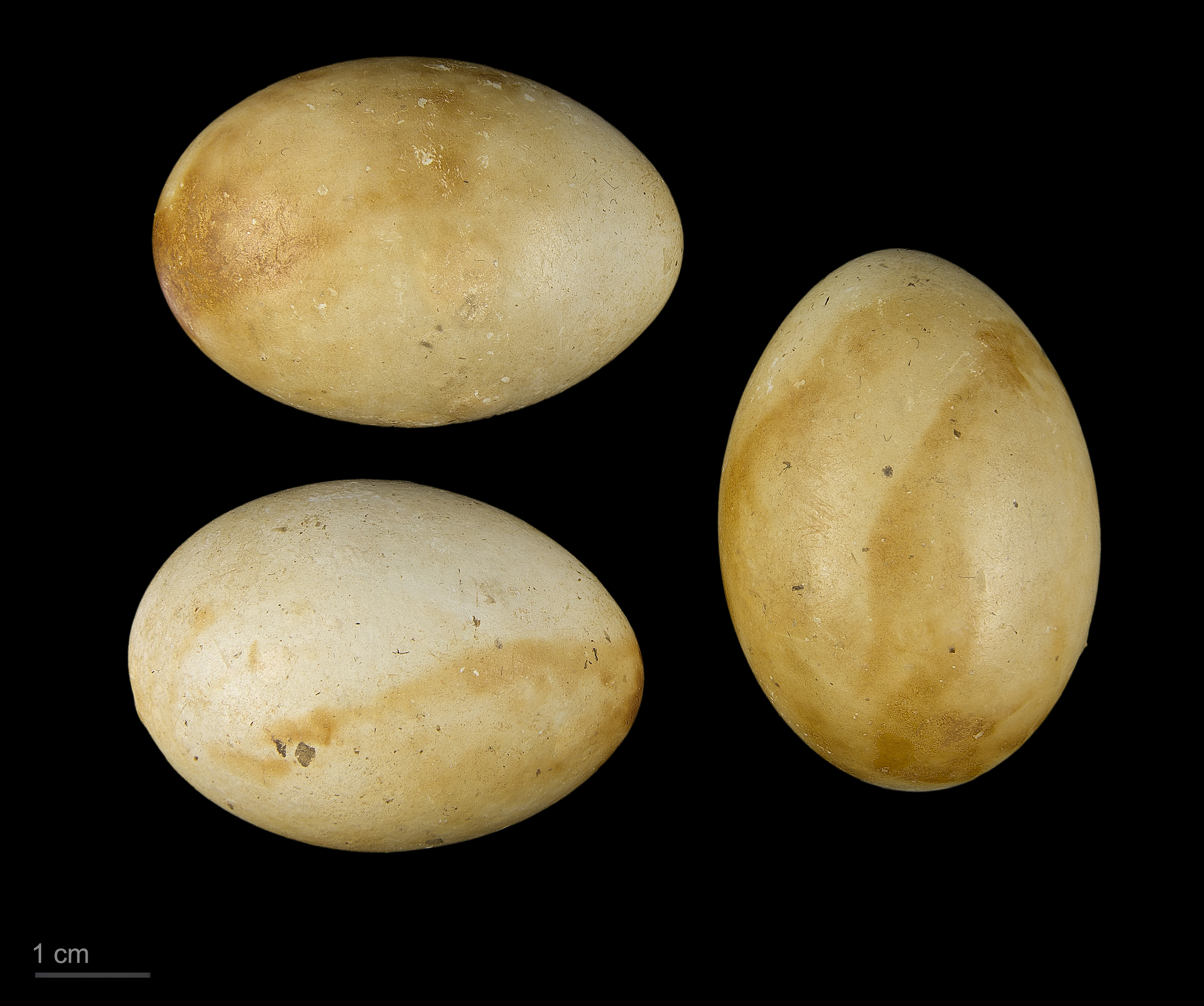
Podiceps nigricollis

A feketenyakú vöcsök (Podiceps nigricollis) a vöcsökalakúak (Podicipediformes) rendjébe, ezen belül a vöcsökfélék (Podicipedidae) családjába tartozó faj.

## Előfordulása
Európában, Ázsiában, Dél-Amerika északi részen és Észak-Amerika nyugati részén él. Kedveli a sekély mocsarakat, de megtelepszik a halastavaknál is.

## Alfajai
- Podiceps nigricollis californicus – Észak-Amerika
- Podiceps nigricollis nigricollis – Európa, Ázsia
- Podiceps nigricollis gurneyi – Dél-Amerika

## Megjelenése
A fajra a 30 centiméteres átlagos testhossz és 56–60 centiméteres szárnyfesztávolság jellemző; tömege 200–450 gramm. Nászruhában fekete a nyaka, vörössárga tollpamacs van a feje két oldalán. Szeme piros.

## Életmódja
Víz alá bukva, sebes úszással szerzi vízirovarokból, rákokból, csigákból, halakból és növényi részekből álló táplálékát.
Vonuló madár, az európai állomány Kis-Ázsiában és a Földközi-tenger mellett telel.

## Szaporodása
Május-júniusban költ, előfordul második költés is. Telepesen fészkel. Vízi növényekből épített fészkében 4 tojásán 21 napig kotlik.

## Kárpát-medencei  előfordulása
Rendszeres fészkelő március-november hónapokban, de áttelelhet.

## Védettsége
Magyarországon fokozottan védett, természetvédelmi értéke 100 000 forint.